# زیر ردای سرخ (فیلم ۱۹۱۵)
زیر ردای سرخ (انگلیسی: Under the Red Robe) فیلم درام تاریخی صامت به کارگردانی ویلفرد نوی، محصول ۱۹۱۵ بریتانیا است. داستان این فیلم در عصر کاردینال ریشلیو اتفاق می‌افتد و براساس رمانی رمانی به همین نام ساخته شده‌است.